# Marty Blake
Marty Blake (Paterson, 22 marzo 1927 – Atlanta, 7 aprile 2013) è stato un dirigente sportivo statunitense.

## Carriera
In NBA ha ricoperto il ruolo di general manager degli Atlanta Hawks (dapprima denominati St. Louis Hawks) dal 26 novembre 1960 al 29 aprile 1970. Nella stagione successiva è stato a capo dei Pittsburgh Condors, squadra di American Basketball Association (ABA). Con la fusione tra NBA e ABA avvenuta nel 1976, Blake è stato nominato direttore degli Scouting Services della NBA.
Nel 2005 è stato insignito del John Bunn Award.